# Heather Anderson (Politikerin)
Heather Anderson (* 31. Januar 1959 in Dundee) ist eine schottische Politikerin (SNP) und Landwirtin. Anderson rückte am 27. Januar 2020 für den ausgeschiedenen Abgeordneten Alyn Smith ins Europäische Parlament nach, schied jedoch vier Tage später, mit dem Austritt des Vereinigten Königreichs aus der Europäischen Union, wieder aus. Sie war Teil der Fraktion Die Grünen/EFA.

## Leben

### Ausbildung und Beruf
Heather Anderson wuchs in ihrem Heimatort Dundee auf, sie besuchte dort die Clepington Primary. Später studierte sie Anglistik und Englische Literatur auf Bachelor of Arts an der Morgan Academy in Dundee. Von 1995 bis 2005 war Anderson vor allem als Beraterin für Personaltrainings in Edinburgh tätig. 2006 wechselte Anderson in die ökologische Landwirtschaft und arbeitet bis heute in dem Bereich. Unter dem Namen „Whitmuir Organics“ betreibt sie einen kleinen Bauernladen und eine Fleischerei.

### Politische Karriere
Heather Anderson ist Mitglied der Scottish National Party (SNP). Bei den Wahlen zum Rat der Council Area Scottish Borders im Jahr 2017 errang sie ein Mandat im Wahlkreis Tweeddale West.
Im Vorbereitung auf die Wahl zum Europäischen Parlament 2019 wählten die Mitglieder SNP Anderson auf den sechsten Platz der Europawahlliste. Bei der Wahl gewann die SNP im Europawahlkreis Schottland jedoch nur drei der insgesamt sechs schottischen Mandate, sodass Anderson den direkten Einzug verpasste. Im Zuge der Britischen Unterhauswahl 2019 konnte SNP deutliche Zugewinne verbuchen konnte und gewann insgesamt 48 Mandate. Mandate konnten unter anderem auch die kandidierenden Europaabgeordneten Alyn Smith und Margaret Ferrier gewinnen, sodass die beiden auf ihre Mandate im Europaparlament verzichteten, und Anderson nachrücken konnte.
Heather Anderson nahm ihr Mandat zum 27. Januar 2020 auf und verbrachte die vier Tage ihrer Amtszeit als Europaabgeordnete mit den anderen SNP-Abgeordneten in Straßburg, bevor das Vereinigte Königreich am 31. Januar 2020 aus der Europäischen Union ausschied, und damit auch alle britischen Abgeordneten aus dem Europaparlament. Nach eigenen Angaben spendete Anderson ihre Abgeordnetendiät karitativen Zwecken.
In ihren vier Tagen als Europaabgeordnete hielt sie am 30. Januar 2020 ihre einzige Rede in der Plenardebatte des Kommissionsprogramms für das Jahr 2020 in Anwesenheit des Vizepräsidenten der Kommission, Maroš Šefčovič. Sie appellierte in ihrer Rede an die anderen Europaabgeordneten, auch in Zukunft Schottland nicht zu vergessen und sprach ihre Hoffnung aus, dass Schottland in Zukunft der Europäischen Union (wieder) angehören würde.